# フォルマ (レーベル)
フォルマ(ポルトガル語:Forma)は、1964年にブラジルで設立されたインディペンデントレーベル。エレンコと並んでボサノヴァ・ムーヴメントの重要な役割を担ったレーベルのひとつで、短命ながらブラジルが軍事政権下に置かれた直後のボサノヴァ・シーンの姿を、高い芸術性と理想をもって記録した。

## 歴史

### 前史
幼少期から音楽に情熱を傾け、音楽家のモアシール・サントスとセザル・ゲーハ=ペイシェに師事していた当時20歳のホベルト・クアルチン(Roberto Quartin、1943年8月13日～2004年4月25日)は、当時21歳の音楽家エウミール・デオダートと出会い、その才能に驚愕。デオダートの作品を録音するためにレーベルを設立することを決心。
1963年、友人のワジ・ゲバラ・ネット(Wadi Gebara Netto、1937年12月1日～2019年7月1日)とともに、レーベル「フォルマ」の設立を計画、1964年に設立した。

### レーベル設立
レーベルの第一作（であると同時にデオダート名義では初リーダー作）となるアルバム「Inútil Paisagem」は、1964年6月21日から6月23日にかけて録音され、同年中に発表された。この作品はアントニオ・カルロス・ジョビンの作品集で、アルバムにはジョビンがデオダートへよせた賛辞も掲載された。
以降、クアルチンはフォルマにおいて1964年末までにルイス・カルロス・ヴィニャスの処女作や、グラウベル・ローシャの映画「黒い神と白い悪魔 (Deus e o Diabo na Terra do Sol)」のサウンドトラック(音楽：セルジオ・ヒカルド)、クアルテート・エン・シーの初リーダー作を手掛けた。
一方、リオで生地店を営むゲバラ家の跡継ぎだったワジは、利益を度外視してでも芸術性の高い作品作りを追求しようと、レーベルへ資金を提供するとともに、音楽監督も務めた。
ゲバラは、ボサノヴァ草創期から活動する作曲家のシコ・フェイトーザの自作自演集の音楽監督をつとめたのを皮切りに、モアシール・サントスのデビュー作「Coisas」、クアルテート・エン・シーとタンバ・トリオのコラボレーション・アルバムなど、ボサノヴァ・ムーブメントの重要人物たちのアルバムを立て続けに制作していった。
クアルチンとゲバラの2人は、共同プロデュースのもと1966年1月3日から1月6日にかけてバーデン・パウエルとヴィニシウス・ジ・モラエスによるアルバム「Os Afro Sambas」を制作。当時民間信仰であるカンドンブレに感銘を受けていたヴィニシウスが、バーデンと共にバイーア州に赴き制作した本作は、アフリカからブラジルへ伝来した様々な要素とサンバを融合させた点が、「ムジカ・ポプラール・ブラジレイラ (MPB)の分岐点となった作品」と評価され、ローリング・ストーン・ブラジルが選んだ「ブラジル音楽の偉大なアルバム100」で29位に選出された。
60年代後半に入ると、ボサノヴァは衰退し、取って代わるようにMPBが台頭。フォルマは1968年にフィリップス・レコード内のブランドとして組み込まれ、独立系レーベルとしての歴史を終えた。

### 終焉とその後
1969年末までにクアルチンはフォルマの権利を売却。フィリップス・レコード内のいちブランドと化したフォルマは、その後トロピカリアムーブメントを象徴する作編曲者ホジェリオ・ドゥプラによるサウンドトラック「Brasil Ano 2000」を発表。翌1970年には、新進気鋭のシンガーソングライターだったイヴァン・リンスやゴンザギーニャ(ルイス・ゴンザーガの息子)をデビューさせるなど、MPBシーンへ急接近したが、1972年に活動を停止した。
1970年代以降は、断続的に続いた音楽業界の再編などに伴ってフォルマのカタログはフィリップス・レコードからポリグラムへ移管された。1998年、ユニバーサル ミュージック グループがポリグラムを併合。フォルマのカタログも同グループが保有することとなった。
クアルチン自身は1970年からレーベル「クアルチン（Quartin）」を設立。フォルマ時代から関係のあったヴィクトル・アシス・ブラジルのソロアルバムを制作したり、デオダートが制作に携わったアメリカのロックグループ「Best Of Friends」のアルバムをブラジルで配給するなどしたが、数年で活動を終了した。

## デザイン
設立当初、利益を度外視してでも芸術性の高い作品作りを追求していたフォルマの作品群は、内容だけではなくディスクジャケットにも独自の工夫が見られた。見開き（ダブルジャケット）仕様のジャケットを採用し、表面にはPatricia Tattersfieldらが手掛けた油絵、中の見開きにはPedro Moraisらによる写真を大胆に配置し、裏面には「Os expoentes da música brasileira estão em Forma!」の文字が印刷されたデザインでおおむね統一されていた（このようなデザインは、少なくとも1966年前後にカタログ番号が一新され、より簡素な仕様のジャケットへ切り替わるまで見受けられた）。
そのほか、写真家のPaulo Lorgusが撮影した写真がジャケットに採用される例もあった（Pauloは、フォルマと同時期にボサノヴァ・ムーヴメントの中心にいたレーベル、エレンコのジャケット写真も担当している）。

## 主なアーティスト
フォルマからアルバムを発表したことがあるアーティストを記載する。
- エウミール・デオダート
- バーデン・パウエル
- ヴィニシウス・ジ・モラエス
- ヴィクトル・アシス・ブラジル
- ホジーニャ・ジ・ヴァレンサ
- ルイス・カルロス・ヴィニャス
- ボサ・トレス - 上述のルイス・カルロス・ヴィニャスが在籍。
- イヴァン・リンス
- ゴンザギーニャ
- クアルテート・エン・シー
- ホベルト・メネスカル
- セバスチャン・タパジョス